# 綏寧省
綏寧省（すいねい-しょう）は中華民国にかつて存在した省。中国東北の東南部に位置する。

## 歴史
1946年4月、綏寧省の設置が決定され、牡丹江市、東安市及び寧安県、穆棱県、東寧県、綏陽県、鶏寧県、密山県、虎林県、林口県の8県が設置され、省会は牡丹江市に設置された。同年5月、林口県と牡丹江市五河林区が合併し五林県が設置され、6月には東安市、密山県、鶏寧県、虎林県の3県が合江省に移管、8月には新海県が新設され1市7県を管轄した。
1946年9月24日、東北各省市行政聯合弁事処行政委員会（東北政聯）は綏寧省の廃止と、牡丹江専区への改編を決定、10月18日に改編された。
牡丹江地区は1947年8月20日に東北行政委員会により牡丹江専区と合江省東安専区が合併し新たに牡丹江省が設置されている。

## 設置
1946年4月、綏寧省が成立。

## 廃止
1946年10月17日、牡丹江専区に改編される。